# James Garner (fotbalista)
James David Garner (* 13. března 2001 Liverpool) je anglický profesionální fotbalista, který hraje na pozici defensivního záložníka za anglický klub Everton FC a za anglický národní tým do 21 let.

## Klubová kariéra

### Manchester United
Do akademie Manchesteru United ve věku 8 let. Dne 27. února 2019 debutoval v A-týmu Red Devils ve věku 17 let, když v 90. minutě nahradil Freda při ligové výhře 3:1 nad Crystal Palace. 24. října 2019 debutoval v evropských pohárech, a to v zápase Evropské ligy proti Partizanu.
Garner v září 2020 odešel na roční hostování do druholigového Watfordu. Po příchodu Xisca Muñoze do funkce hlavního trenéra Watfordu Garner vypadl z A-týmu a 30. ledna 2021 bylo jeho předčasně ukončeno. Ve stejný den odešel na jiné na hostování, na 6 měsíců posílil Nottingham Forest. Po skončení sezóny se vrátil do Manchesteru United na předsezónní přípravu, ale poté, co s Red Devils prodloužil smlouvu, se vrátil do Nottinghamu v rámci ročního hostování.
Garner pomohl Nottinghamu Forest k historickému postupu do Premier League v sezóně 2022/23 a v květnu 2022 se podílel na jeho vítězství ve finále play-off na stadionu ve Wembley.

### Everton
Dne 1. září 2022 přestoupil Garner za 10,4 milionů euro do Evertonu, se kterým podepsal čtyřletou smlouvu. V dresu Toffees debutoval 9. října při prohře 1:2 s Manchesterem United. Ve své první sezóně v klubu odehrál kvůli zranění zad jen 17 soutěžních utkání, ve kterých se střelecky neprosadil.

## Reprezentační kariéra
Garner je bývalým mládežnickým anglickým reprezentantem, reprezentoval Anglii v kategoriích do 17, 18, 19, 20 a 21 let.
Garner byl kapitánem týmu do 17 let, který se v roce 2018 dostal do semifinále mistrovství Evropy hráčů do 17 let.
V červnu 2023 byl Garner zařazen do anglického výběru pro mistrovství Evropy do 21 let, které Anglie vyhrála bez jediné obdržené branky.